# Shadows on the Sun
Albums de Brother Ali
Rites of Passage
(2000) Champion EP
(2004)
Shadows on the Sun est le deuxième album studio de Brother Ali, sorti le 2 mai 2003.

## Liste des titres
| No  | Titre                           | Contient un (des) sample(s) de                                                                                               | Durée |
| --- | ------------------------------- | --- | ----- |
| 1.  | Room with a View                | Half a Man de Bunny Sigler                                                                                                   | 3:50  |
| 2.  | Champion...                     | Dust a Sound Boy de Super Beagle Ring the Alarm de Tenor Saw We Really Missed You de Bili Thedford Ali de Richard Pryor      | 4:06  |
| 3.  | Star Quality                    | Point of View de Peabo Bryson Music for My Mother de Funkadelic Just Rhymin' With Biz de Big Daddy Kane featuring Biz Markie | 5:20  |
| 4.  | Prince Charming                 | Brown Eyed Lady des Dells | 4:35  |
| 5.  | Win Some Lose Some              | | 3:24  |
| 6.  | Pay Them Back                   | I Am a Motherless Child d'Ike & Tina Turner                                                                                  | 2:53  |
| 7.  | Blah Blah Blah (featuring Slug) | Ain't No Half-Steppin' de Big Daddy Kane Guns and Cigarettes d'Atmosphere I Like Funky Music d'Uncle Louie                   | 4:20  |
| 8.  | Shadows on the Sun              | Take the Time to Tell Her de Jerry Butler Son of Shaft/Feel It des Bar-Kays                                                  | 4:36  |
| 9.  | Prelude                         | | 1:17  |
| 10. | Forest Whitiker                 | | 3:00  |
| 11. | Bitchslap!                      | | 3:19  |
| 12. | Back Stage Pacin'               | Let Your Hair Down d'Yvonne Fair Why Is That? des Boogie Down Productions Here We Go (Live at the Funhouse) de Run–D.M.C.    | 3:51  |
| 13. | When the Beat Comes In          | | 4:31  |
| 14. | Missing Teeth (featuring Slug)  | Easy de Jesse Green | 1:54  |
| 15. | Dorian                          | Everybody Is an Only Child d'High Voltage                                                                                    | 3:50  |
| 16. | Soul Whisper                    | Stop Before We Start de Bobby Womack                                                                                         | 1:49  |
| 17. | Picket Fence                    | To the Establishment de Lou Bond Sinnerman de Nina Simone                                                                    | 5:10  |
| 18. | Victory! (Come Forward)         | Whisper de The True Reflection                                                                                               | 4:09  |